# أرجنتا
أرجنتا (بالإيطالية: Argenta)‏ هي بلدية في مقاطعة فيرارا في إقليم إميليا رومانيا الإيطالي.

## السكان
تطور النمو السكاني لـ أرجنتا